# Pterolophia sumatrensis
Pterolophia sumatrensis är en skalbaggsart som beskrevs av Stefan von Breuning 1938. Pterolophia sumatrensis ingår i släktet Pterolophia och familjen långhorningar. Inga underarter finns listade i Catalogue of Life.